# Œonos
Dans la mythologie grecque, Œonos (appelé Hyjon par Diodore), fils de Licymnios, est roi de Midée. C'est aussi un cousin et compagnon d'Héraclès.
Accompagnant le héros à Sparte, il tue pour se protéger un des chiens du palais du roi Hippocoon. Mais les fils du roi, témoins de la scène, le molestent et le tuent. Fou de rage, Héraclès lève une armée et renverse la ville, tuant Hippocoon et nombre de ses fils.
Selon Pausanias, le tombeau d'Œonos était voisin du temple d'Héraclès à Sparte.
Selon Pindare, il participe également aux premiers Jeux olympiques, institués par Héraclès, et remporte l'épreuve de course à pied.

## Sources
- Diodore de Sicile, Bibliothèque historique [détail des éditions] [lire en ligne] (IV, 9).
- Pausanias, Description de la Grèce [détail des éditions] [lire en ligne] (III, 15).
- Pindare, Odes [détail des éditions] (lire en ligne) (Olympiques, X, 66 et suiv.).